# والثر ماير (لاعب هوكي الحقل)
والثر ماير هو لاعب هوكي الحقل سويسري، (و. 1910  م).

## وصلات خارجية
- فالتر ماير على موقع أوليمبيديا (الإنجليزية)